# Obrium batesi
Obrium batesi är en skalbaggsart som beskrevs av Hovore och Chemsak 1980. Obrium batesi ingår i släktet Obrium och familjen långhorningar.
Artens utbredningsområde är Honduras. Inga underarter finns listade i Catalogue of Life.